# Мартин-Прието, Кристина
Кристина Мартин-Прието (исп. Cristina Martín-Prieto; род. 14 марта 1993, Севилья) — испанская футболистка, нападающий португальского клуба «Бенфика» и сборной Испании.

## Карьера в клубе
Кристина с 2008 по 2013 годы была игроком испанской «Севильи». В 2013 году перешла в «Спортинг де Хуэлва». С 2017 по 2022 годы играла в «Тенерифе», в 139 проведённых матчах забила 48 голов.
С 2022 по 2024 годы игрок испанской «Севильи». В 2024 году перешла в португальский клуб «Бенфика».

## Карьера в сборной
В июне 2025 года была заявлена в сборную Испании для участия в чемпионате Европы. В первом же матче против Португалии отличилась забитым голом на последних минутах матча.

## Достижения
- Чемпионка Португалии: 2024/25